# Das Traumhotel – Tobago
Tobago ist der Titel eines deutsch-österreichischen Liebesfilms aus dem Jahr 2011. Der Fernsehfilm ist der 16. Teil der Filmreihe Das Traumhotel.

## Handlung
Das Luxushotel der Siethoff-Gruppe auf Tobago wird von der rührigen Hotelchefin Kristina Trondheim geleitet. In Begleitung von Markus Winter reist eines Tages ihr Vater, der ehemalige Hotelier Paul Trondheim, auf Tobago an. Der knurrige, aber gutmütige Sonderling möchte sich mit seiner Tochter versöhnen, die ihm seine ehemalige Spielsucht und damit den Ruin der Familie nie vergeben hat. Kristina fällt es zunächst schwer, ihm zu verzeihen und ihm Glauben zu schenken, dass er seine Spielleidenschaft aufgegeben hat. Zudem lässt der alte Herr keine Möglichkeit aus, mit Verbesserungsvorschlägen den Unmut der Tochter zu erregen.
Markus Winter erfährt von der drohenden Schließung eines kleinen Krankenhauses, welches einem Freizeitpark weichen soll. Er sucht fieberhaft nach einer Lösung, diese Schließung zu verhindern, zumal ihm auch die Leiterin der Klinik, die Ordensschwester Verena, mehr als sympathisch ist. Erst als der kleine Sohn des allmächtigen Gouverneurs Louis nach einem Verkehrsunfall von Schwester Verena erfolgreich notoperiert wird und Markus ein alternatives Grundstück für den Freizeitpark anbietet, hat der Gouverneur ein Einsehen.
Urlauberin und Fotografin Linda Schlehmann rettet einen Schiffbrüchigen, der an den Strand angetrieben wurde. Der mysteriöse Unbekannte kommt bald wieder zu Kräften, hat aber sein Gedächtnis verloren. Linda und er verlieben sich und verbringen romantische Tage. Schließlich wird die Identität des Mannes geklärt. Sein Name ist Nico van Hejn, er ist Millionär, verheiratet und bei einem Segeltörn über Bord gegangen. Glücklicherweise lebt er gerade in Scheidung, so dass einer gemeinsamen Zukunft mit Linda nichts im Wege steht.

## Produktion
Das Traumhotel – Tobago wurde vom 1. Juni bis zum 30. Juni 2010 auf Tobago gedreht. Die Kostüme schuf Heidi Melinc, das Szenenbild stammt von Walter Dreier. Der Film erlebte seine Premiere am 28. Januar 2011 im Ersten.